# Jozef Brudzinski
Józef Polikarp Brudziński (Bolewo, 26 gennaio 1874 – Varsavia, 18 dicembre 1917) è stato un pediatra polacco, ricordato per le ricerche compiute sulla meningite.

## Biografia
Józef Brudziński nacque il 26 gennaio 1874 nel villaggio di Bolewo, vicino a Płock. Studiò medicina a Tartu e Mosca fino alla laurea nel 1897, quando si trasferì a Cracovia per la specializzazione in Pediatria.
In seguito lavorò a Graz sotto la supervisione di Theodor Escherich (lo scopritore del batterio Escherichia coli), a Parigi con Jacques-Joseph Grancher, Antoine Marfan e Victor Henri Hutinel.
Nel 1903 esercitò la medicina all'Ospedale Pediatrico Anne-Marie a Łódź, e nel 1910 si trasferì a Varsavia dove progettò un ospedale pediatrico grazie ai finanziamenti della filantropa Sophie Szlenker. Fu promotore della ricostruzione di un'Università polacca a Varsavia e nel 1915 ne divenne rettore.
Nel 1908 aveva fondato il primo giornale pediatrico polacco, intitolato Przegląd Pedyatryczny.
Brudzinski morì di nefrite il 18 dicembre 1917.

## Lavoro
Brudzinski è ricordato per il suo lavoro sulla profilassi delle malattie infettive nei bambini e si interessò particolarmente ai riflessi neurologici anormali caratteristici della meningite. Dopo aver eseguito esperimenti su degli animali arrivò alla conclusione che i segni neurologici erano dovuti a irritazione delle radici nervose posteriori, cambiamenti della pressione intracranica, alterazioni della circolazione cerebrale e incremento del tono muscolare.
È ricordato specialmente per il cosiddetto Segno di Brudzinski, di cui fu lo scopritore e che è ancora una delle tecniche diagnostiche della meningite.

## Riconoscimenti

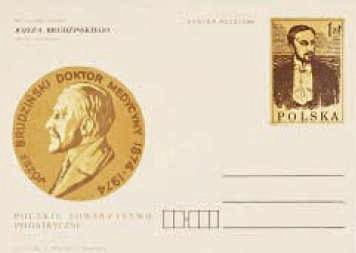
Francobollo polacco dedicato a Józef Brudziński

Per la qualità del suo lavoro, la Polonia rilasciò nel 1970 un francobollo con la sua immagine.